# Клаич, Михо
Михо Клаич (хорв. Miho Klaić; 19 августа 1829, Дубровник — 3 января 1896, Задар) — далматинский политик и преподаватель. Известен как активный сторонник объединения Королевства Далмация с Хорватией и Славонией.

## Биография
Миховил Клаич родился в городе Дубровник, входившем в состав Королевства Далмация. Среднее образование он получил в гимназиях родного города, периодически посещая Тосканское герцогство для учёбы в варнавитском колледже в Ливорно. Для получения высшего образования он в 1849 году отправился в Ломбардо-Венецианское королевство, где находился Падуанский университет, в котором Клаич после четырёх лет обучения получил докторскую степень по архитектуре. Спустя год в Вене он сдал экзамен на получение права преподавания физики и математики, после чего вернулся в Далмацию и устроился учителем в одну из гимназий Задара, где после шести лет работы Клаич подал документы на присвоение ему звания профессора. Руководство гимназии отклонило прошение Клаича, из-за его активной политической деятельности.
Политическая позиция Михо Клаича выражалась в активном участии в процессе объединения его родной Далмации с Королевством Хорватия и Славония. В 1861 году после политических волнений и неудачной попытки объединения этих, бывших в составе Австро-Венгрии единиц, австрийскими властями был учреждён Далматинский сабор, представлявший собой высший законодательный орган (парламент) Королевства Далмация. Клаич был избран депутатом I созыва Далматинского сабора и сразу же включился в партийную борьбу между автономистами (выступавшими за сближение с Италией и получение Далмацией статуса автономии в составе Австро-Венгрии) и народниками (придерживавшихся идей югославизма). Присоединившись к народникам, Клаич сделал упор на просветительской деятельности, используя свои возможности для преобразования читальных залов, Далматинской матицы и создания италоязычной газеты «Il Nazionale», в то время как его оппоненты из числа автономистов сосредоточились на политической борьбе и заключили альянс с радикалами из числа народников, выступавших за аннексию Хорватии и Славонии.
Автономисты, набравшие за счёт альянса с радикалами большинство в саборе, резко уменьшили популярность народников и руководство гимназии в Задаре в 1863 году приняло решение об увольнении Клаича. Простившись с преподавательской деятельностью, он решил полностью сосредоточиться на политике, и после ряда перестановок в партии народников, он в 1863 году стал её формальным лидером, вслед за чем он был восстановлен в должности в гимназии. Одержав спустя пару лет победу над автономистами, Клаич взял курс на постепенный отказ на территории Далмации от немецкого языка в пользу хорватского.
Заняв перед самой смертью пост главы Далматинского сабора, Клаич уделил особое внимание сфере здравоохранения в Королевстве, вследствие чего в трёх крупнейших городах Далмации были построены три современные больницы.